# Загвоздкина, Иустина Ивановна
Иустина Ивановна Загвоздкина (1908, Малмыж, Вятская губерния — 30 октября 1985, Семипалатинск) — русская советская актриса, народный артист Казахской ССР (1964).

## Биография
С юных лет принимала активное участие в любительских спектаклях. В 1934 году окончила актёрскую студию при Тюменском драматическом театре.
В 1934-1939 годах работала в театрах Тюмени, Липецка и Белгорода.
В 1939-1983 годах — актриса Семипалатинского областного русского театра драмы, где выступала в различных ролях.

## Творчество
- «Любовь Яровая» (К. А. Тренёва) — Дунька
- «Барабанщица» (А. Д. Салынского) — Тузикова
- «Калиновая роща» (А. Е. Корнейчука) — Ага Щука
- «Абай» (М. О. Ауэзова и Л. С. Соболева) — Еркежан
- «Не называя фамилий» (В. П. Минко) — Диана Михайловна
- «Звезда падучая» (Д. Ф. Черепанова) — Фетинья
- «Лес» (А. Н. Островского) — Улита
- «Поздняя любовь» (А. Н. Островского) — Шаблова
- «Власть тьмы» (Л. Н. Толстого) — Матрёна
- «Слуга двух господ» (К. Гольдони) — Смеральдина
- «День чудесных обманов» (Р. Шеридана) — Дуэнья[2].

## Признания и награды
- Заслуженный артист Казахской ССР (1955)
- Народный артист Казахской ССР (1964)